# Western Destiny
Western Destiny (tidigare Northern World) är en öppet antisemitisk tidskrift som har Roger Pearson som redaktör.